# Quentin Garcia
Quentin Garcia   (Melun, 26 de maig de 1987) és un jugador professional d'hoquei sobre gel.
Garcia jugà dos anys a Grenoble. El 2007 va fitxar pel Lyon Hockey Club, club al que va pertànyer fins 2009, sent traspassat al Montpellier. Va disputar tres temporades allà, amb una cessió entre mig a l'equip canadenc dels Barons. Després d'una temporada al Cholet, l'any 2015 emigra a Canadà, on ha jugat per diversos equips de divisions inferiors.
El 2006 era membre del campió de la Ligue Magnus. El 2007, el seu equip va quedar vice-campió de la FFHG Division 2 (el tercer nivell de l'hoquei gel professional francès).